# Dangerous Acquaintances
Dangerous Acquaintances è un album registrato in studio della cantante inglese Marianne Faithfull pubblicato nel 1981.

Il nome dell'album fa riferimento al romanzo francese Les Liasons dangereuses di Pierre Choderlos de Laclos.

## Tracce
1. Sweetheart
2. Intrigue
3. Easy in the City
4. Strange One
5. Tenderness
6. For Beauty's Sake
7. So Sad
8. Eye Communication
9. Truth, Bitter Truth